# Lucyna Langer
Lucyna Langer-Kałek, poljska atletinja, * 9. januar 1956, Mysłowice, Poljska.
Nastopila je na poletnih olimpijskih igrah leta 1980 ter osvojila bronasto medaljo v teku na 100 m z ovirami in sedmo mesto v štafeti 4x400 m. Na evropskih prvenstvih je osvojila naslov prvakinje v teku na 100 m z ovirami leta 1982, na evropskih dvoranskih prvenstvih pa naslov prvakinje v teku na 60 m z ovirami leta 1984.